# Acanthoderes zischkai
Acanthoderes zischkai är en skalbaggsart som beskrevs av Friedrich F. Tippmann 1960. Acanthoderes zischkai ingår i släktet Acanthoderes och familjen långhorningar. Inga underarter finns listade i Catalogue of Life.